# Mandonguilla

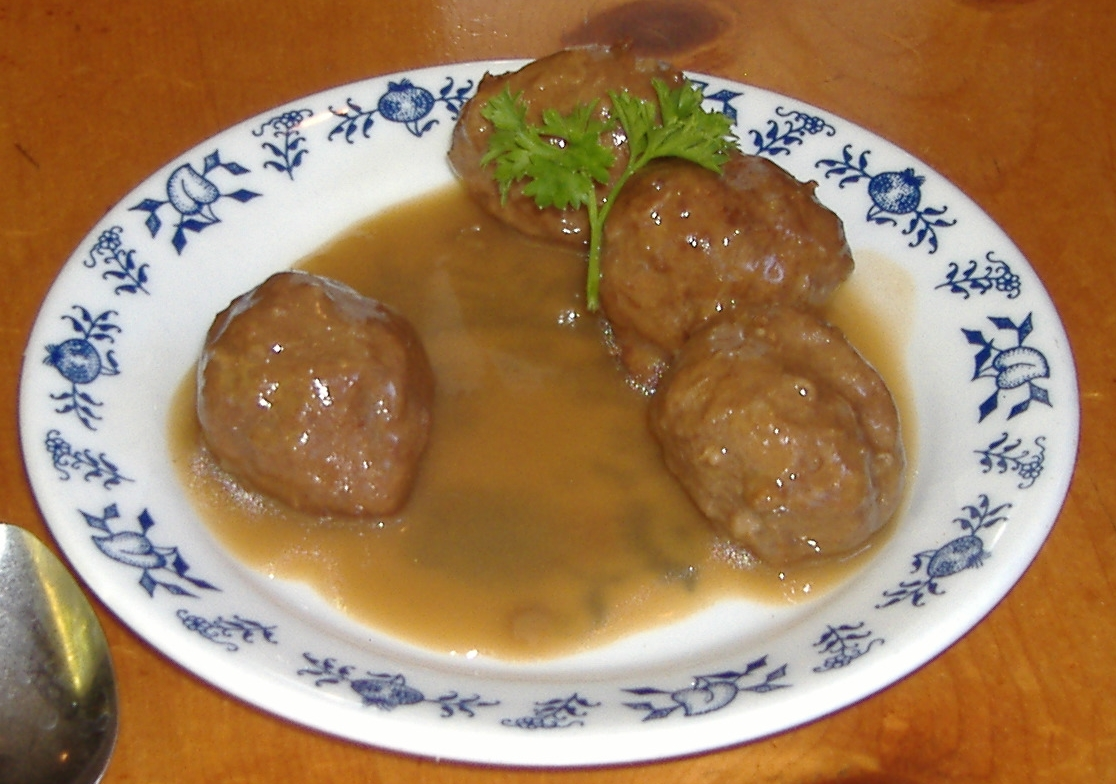
Un plat de mandonguilles amb salsa

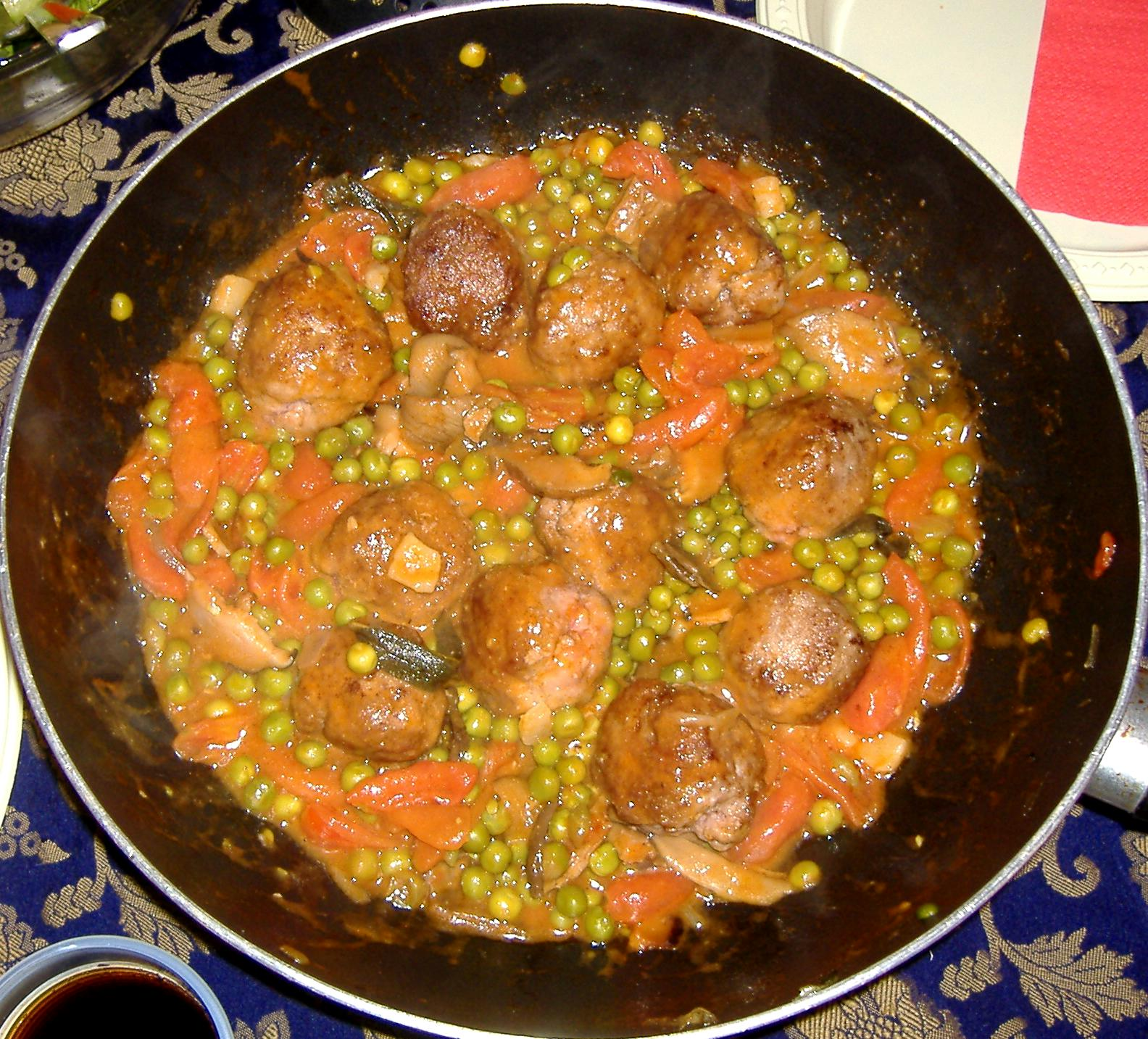
Mandonguilles amb pèsols

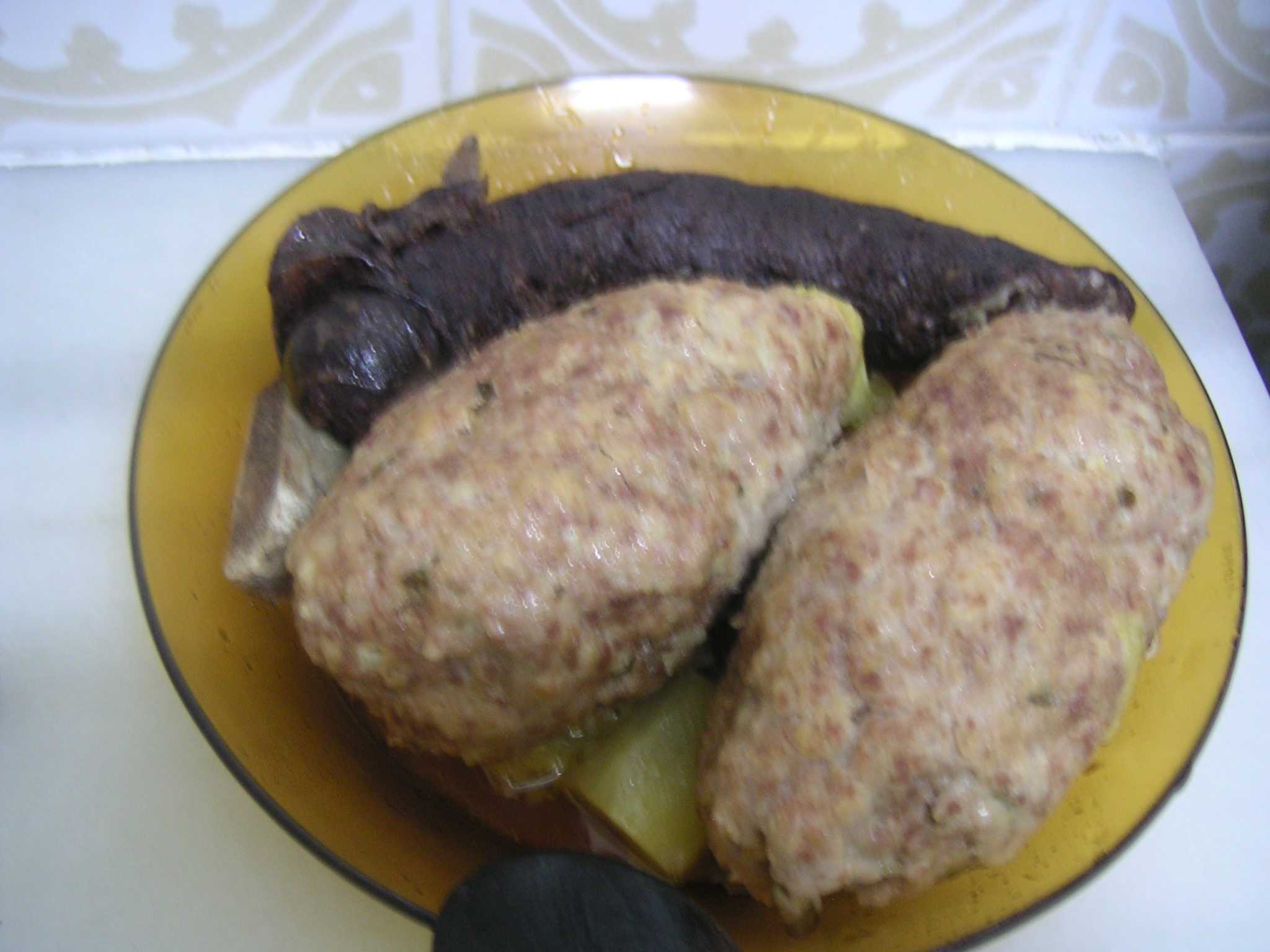
Dues pilotes a la carn d'olla d'una escudella

Una mandonguilla és una bola de carn picada, emprada en plats típics com l'escudella i l'arròs al forn entre d'altres. De vegades pot substituir-s'hi la carn per verdures o fer-hi una barreja. A les Illes Balears i a Catalunya, entre altres llocs, també es poden fer amb peix picat o fins i tot amb algun marisc, com el calamar. La pilota o mandonguilla és, però, d'unes dimensions més grans del que se sol trobar a altres cuines: varia entre els 5 i 10cm de diàmetre.
Les mandonguilles poden ser un dels ingredients de l'estofat i d'algunes sopes.

## Noms
Les mandonguilles i altres preparacions amb carn picada ja apareixen al receptari romà De re coquinaria. El nom "mandonguilla" és habitual a Catalunya i el País Valencià on també està estès el nom de pilota, mentre que a la Catalunya Nord se'n diuen boles de picolat. A la Vall d'Aran són caulets. Als països catalanòfons es poden menjar amb salsa; per exemple amb un sofregit o amb la salsa mateixa de la carn, allargada amb aigua o brou i espessida amb farina; però també són molt típiques guisades amb pèsols, o amb sípia, o amb altres verdures.

## Variants
Quan són grosses dins d'una escudella o putxero, a Catalunya i al País Valencià, se'n diuen pilotes. Al País Valencià de les grosses, en diuen farcedures i de les petites n'hi diuen mandonguilles (i les variants mondonguilles, mandronguilles, mondreguilles, mondrenguilles).
Els farcellets de col, són una mena de mandonguilles més grans i envoltades amb un full de col. Són habituals a la cuina catalana i a l'occitana.

## Mandonguilles al món
És un menjar molt típic arreu del món, present a Anglaterra com a Meatballs, al Brasil com a Almôndegas, a Dinamarca com a frikadeller, a Espanya com a Albóndigas, a Itàlia com a Polpette. La denominació «bola» degué tenir gran extensió si més no a Catalunya, car ha passat a Cuba, on la «bola catalana» s'ha convertit, de fa més de cent anys ençà, en un dels plats delicats de la cuina del país
Una altra variant característica són les mandonguilles allargades anomenades sutzukàkia de Grècia. A altres parts del món les mandonguilles tenen aquests usos, noms i varietats:
- A l'Afganistan, les mandonguilles s'utilitzen com un plat tradicional amb sopes fetes a casa, o es fan amb una salsa a base de tomàquet que pot incloure algunes llavors de pruna per augmentar l'acidesa i se serveix amb arròs blanc que es diu Kufta-Chalou. Ara les mandonguilles són també fetes graella per posar-les en la part superior de la pizza.

- A Alemanya, les mandonguilles es coneixen sobretot com Frikadelle, Fleischpflanzerl, Bulette o Klopse. Una variant molt famosa de les mandonguilles són les Königsberger Klopse, que contenen arengades salades o anxoves, i es mengen amb salsa de tàperes.